# محافظة حماة
محافظة حماة هي إحدى المحافظات الأربعة عشر المكونة للجمهورية العربية السورية، تقع في الجزء الأوسط من سورية، يحدها من الشمال محافظتي إدلب وحلب، ومن الشمال الشرقي محافظة الرقة، ومن الشرق والجنوب محافظة حمص، ومن الغرب محافظتي اللاذقية وطرطوس. تمتد أراضيها من قلب البادية السورية شرقاً إلى ذرى الجبال الساحلية غرباً. تقدر مساحتها بنحو 8861 كم2، ما يعادل نحو 6% من إجمالي مساحة سورية، وهي بذلك تحتل المرتبة السابعة بين المحافظات السورية من حيث المساحة.
مدينة حماة هي مركز المحافظة والتي يعود تاريخها إلى 5000 سنة قبل الميلاد، وتتركز فيها جميع المديريات التابعة للوزارات المختلفة، كما تضم بعض المؤسسات الخدماتية المهمة، ويتبع لها ثلاث نواح مباشرة هي حربنفسة وصوران والحمراء، وهي سوق تجاري رئيسي للمنتجات الزراعية والحيوانية، وتحوي الكثير من المعالم التاريخية التي تشكل أماكن استقطاب لأعداد كبيرة من السياح.

## تاريخ
تُعَدُّ محافظة حماة من أقدم المناطق المسكونة في الشرق الأوسط. ويرجع تاريخها إلى عصور موغلة في القدم. تؤكد البعثات الأثرية إن حوض نهر العاصي كان مرتعاً للحياة البدائية والإنسان الحجري القديم بدليل العثور على أدوات وآثار وسكن تعود إلى عصور ما قبل التاريخ في أرجاء المحافظة جميعها في مواقع اللطامنة والقرماشي والشيخ عبد الله.
كما أثبتت الدراسات التي أجرتها البعثة الأثرية الدانمركية برئاسة العالم هارولد آنغولت والتي قامت بحفرياتها في قلعة حماة بين عامي 1931 - 1938 أن هناك ثلاث عشرة طبقة للعصور التي مرت على المدينة يعود تاريخ الطبقة الأولى إلى العصر الحجري الحديث (الألف الخامس قبل الميلاد)، في حين أن أحدثها يعود إلى القرن الرابع عشر الميلادي (الثامن الهجري) وتند على فترة زمنية من العهد الأكادي والأموري والآشوري والآرامي، إلى عهد السلوقيين و البيزنطيين، ومن ثم العهد الإسلامي العربي بمراحله المختلفة وعهود السلاجقة والأيوبيين والمماليك والعهد العثماني والانتداب الفرنسي. وهناك كثير من الشواهد الدالة على عدد من العهود القديمة من القرى الآرامية إلى الأقنية الرومانية (منطقة سلمية) إلى القلاع الهامة (مصياف وشيزر وقلعة حماة وأبو قبيس وبرزية وشميميس غرب سلمية وقلعة المضيق) والمدن القديمة (أفامية والأندرين) والقصور القديمة (قصر أسريا وقصر ابن وردان) ونواعيرها المقامة على نهر العاصي.
أهم ما يميز المحافظة وجود عدد من النواعير وهي آلآت مائية خشبية ذات حركة دائرية دائمة تنتشر على ضفاف نهر العاصي، حيث تنقل الماء منها بواسطة صناديقها إلى حوض علوي ومنه يتسرب في قنوات محمولة على قناطر ليسقي المدينة بمن فيها. يبلغ عدد النواعير في المدينة 17 ناعورة وقطر أكبرها يصل إلى 22.5 متر.

## معلومات
تبلغ مساحة محافظة حماة ما يقارب 8883 كم2 وعدد سكانها ما يقارب / 2.1 / مليون نسمة، يميزها تنوعها الطائفي المتعايش منذ مئات السنين وهي أيضا مزيج رائع من السهول والجبال والبوادي التي ينساب خلالها مجرى نهر العاصي بشريطه الأخضر الممتد بطول / 171 / كم، إلى جانب الغابات الوارفة والينابيع المتدفقة والمنازل والمتاحف المتميزة بطبيعة بنائها الخاصة.
ترتبط بكافة المحافظات بشبكة مواصلات دولية من طرق وسكك حديدية ومناخ محافظة حماة متنوع متباين بين الجبال بمصايفها والسهول باعتدالها والبادية بدفئها. كما تعد المحافظة واحدة من أغنى المحافظات بالآثار التي تعود إلى عصور ما قبل التاريخ وتمتد على العصور المتلاحقة.
تمتلك المحافطة لمسات حضارية حديثة فإلى جانب الآثار، هناك الساحات العامة الفسيحة والشوارع العريضة والأحياء الحديثة والفنادق الدولية والمطاعم والمعامل والمؤسسات والشركات الإنتاجية.

## آثار المحافظة
- قلعة حماة: تقع وسط المدينة في بقعة سياحية متميزة وهي نواة المدينة القديمة وأصلها الأول، تضم آثاراً تعود إلى الألف السادس قبل الميلاد.[7]
- النواعير: هي آلات مائية خشبية ذات حركة دائمة تنتشر على ضفاف نهر العاصي، حيث تنقل الماء منها بواسطة صناديقها إلى حوض علوي ومنه يتسرب في قنوات محمولة على قناطر ليسقي المدينة بمن فيها.
- الجامع الأعلى الكبير: يقع جنوب غربي القلعة وفيه آثار لثلاث حضارات متغايرة في اللغة والعنصر والدين (الوثنية – المسيحية – الإسلامية) وهو خامس مسجد في الإسلام ومن أهم معالمه المئذنة الشمالية – المئذنة الجنوبية –المنبر الخشبي المزخرف – قبرا الملكين المنصور والمظفر الأيوبيين وتابوتهما الخشبي – قبة الخزنة.
- جامع النوري: يعود تاريخ بنائه إلى عام 558هـ  - 163م، وفيه منبر أثري ومئذنة فريدة وكتابات تاريخية مهمة.
- جامع أبي الفداء: يعود تاريخ بنائه إلى عام 727 هـ - 1326 م، ويضم قبر بانيه ملك حماة الجغرافي للمؤرخ إسماعيل أبي الفداء، كما يحتوي الجامع على فسيفساء رائعة مع زخرفات رخامية.
- المتحف الوطني: يقع شمال قلعة حماة على الضفة الشمالية لنهر العاصي ويضم الآثار المكتشفة في حماة منذ الألف السادس قبل الميلاد وحتى نهاية العصر المملوكي.
- متحف التقاليد الشعبية: يقع جنوبي جامع النوري وضمن قصر العظم الذي بني عام 1740م وهو تحفة نادرة ونموذج للطراز العربي في فن البناء وزخرفته.
- الحمامات والخانات: يوجد في المدينة عدد من الحمامات التي يعود بعض منها إلى الفترة الأيوبية وأخرى إلى الفترة العثمانية مع عدد كبير من الخانات أشهرها خان رستم باشا.[6]

## التركيبة السكانية

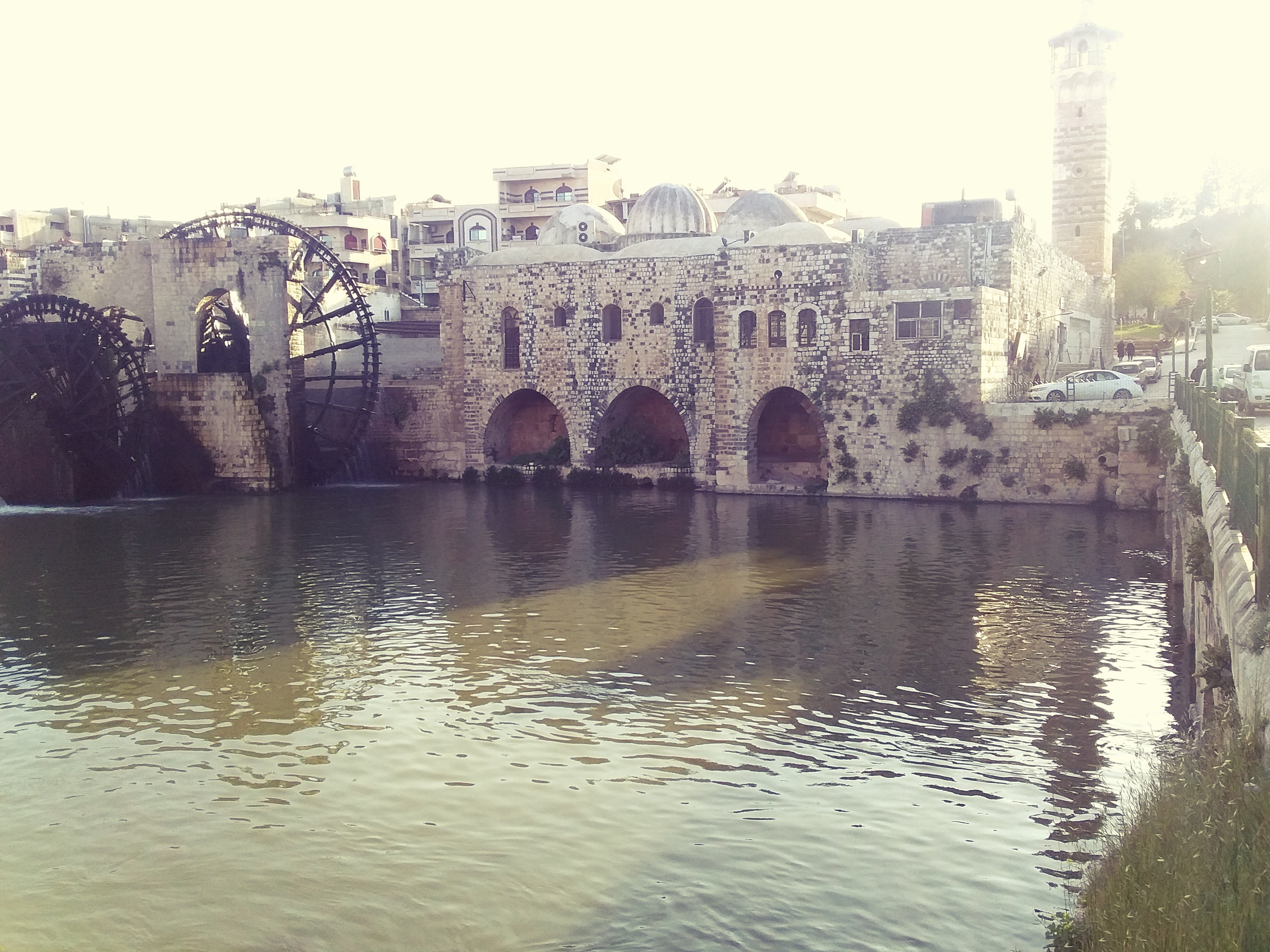
نهر العاصي في مدينة حماة

يشكل المسلمون السنة الأغلبية بنسبة 61٪، يليهم العلويون (19٪) والإسماعيليون (12٪) والمسيحيون (7٪) والشيعة (1٪).

## التعليم
تحوي المحافظة ثلاث جامعات، أولها جامعة حماة الحكومية وتقع داخل المدينة، والجامعة الوطنية الخاصة والجامعة العربية الخاصة للعلوم والتكنولوجيا الواقعتان على الطريق الدولي بين حمص وحماة.

## التقسيمات الإدارية

### المدن
1. حماة 854.000 نسمة
2. سلمية 132.654 نسمة
3. صوران 90.432 نسمة
4. مصياف 86.999 نسمة
5. طيبة الإمام 86.855 نسمة
6. حلفايا 20.321 نسمة
7. محردة 32.165 نسمة
8. السقيلبية 26.577 نسمة
9. سلحب 28.023 نسمة
10. كفرزيتا 40.893 نسمة
11. اللطامنة 26.890 نسمة

### المناطق
1. منطقة حماة تشمل مدينة حماة وريفها
2. منطقة مصياف
3. منطقة الغاب (السقيلبية)
4. منطقة السلمية
5. منطقة محردة

### البلدات
| - أيّو - برشين - كفربهم - الحمراء - الزيارة - السعن | - بري الشرقي - تلدرة - جب رملة - عقرب - حربنفسه - شطحة | - صبورة - عقيربات - عوج - عين حلاقيم - قلعة المضيق - قمحانة | - كرناز - كفر نبودة - مورك - وادي العيون |

### القرى
| - البياضية - كوكب - كفر هود - كفراع - تل قرطل - الشيخ هلال - العزيزية - قرية أصيلة - المحروسة - الربيعة - بعرين - بيصين - دير ماما | - التريمسة - الصفصافية - دير شميل - الشريعة - العشارنة - البيضا - تقسيس - تيزين - خطاب - شيزر - قصية - طلف | - بيت ناطر - قسطون - معردس - معرشحور - نيصاف - الدليبة - بلحسين - الجرابيات - زور الجديد - خربة الحجامة - المسالق - زور أبو زيد | - نهر البارد - معردفتين - حنجور - الشيحة - الحوائق - حورات عمورين - ديمو - خربة الجامع - أكراد إبراهيم - جروح - دير الفرديس - بشنين | - الصفا (تل زجرم) - قليدين - الحواش - خنيزير (دامس) - حزور - إسرية - بريديج |

### المزارع والقرى الصغيرة
1. أم خريزة
2. الجلمة
3. رشي
4. بقصقص
5. بطيش

## المحافظون
- أسعد مصطفى (1985 - 1992)
- محمد سعيد عقيل (من 5 تشرين الأول 2000[10])
- خليل الخالد (حتى 25 تشرين الثاني 2006[11])
- عبد الرزاق قطيني (25 تشرين الثاني 2006[11] - 5 كانون الثاني 2010[12])
- أحمد شحادة خليل (5 كانون الثاني 2010[12])
- أحمد خالد عبد العزيز (من 22 شباط 2011[13] - 2 تموز 2011[14])
- أنس عبد الرزاق ناعم (من 10 تموز 2011[15] - 25 آب 2013[16])
- غسان عمر خلف (3 أيلول 2013[17] - 16 تشرين الثاني 2016[17])
- محمد عبد الله الحزوري (16 تشرين الثاني 2016[18] - 26 تشرين الأول 2020[19])
- محمد طارق كريشاتي (26 تشرين الأول 2020[20] - 20 حزيران 2022[21])
- محمود زنبوعة (20 تموز 2022[22] - 7 أيار 2024[23])
- معن صبحي عبود (12 أيار 2024[24] - 17 تشرين الأول 2024[25])
- كمال عبد الرحمن برمو (17 تشرين الأول 2024[26] - 5 كانون الأول 2024[27])
- عبد الرحمن السهيان (منذ 11 كانون الأول 2024[28])

## معرض الصور

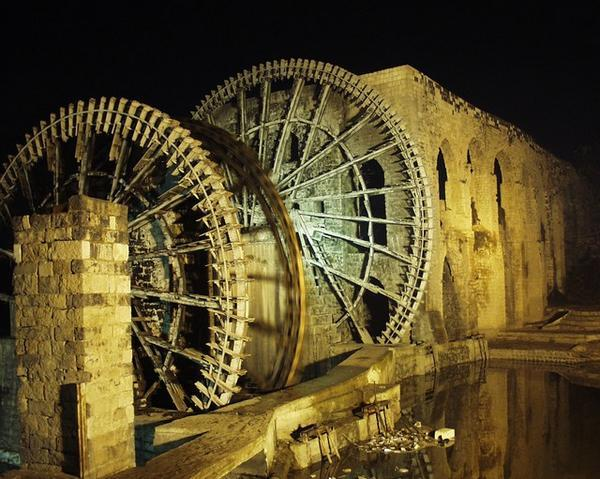
نواعير مدينة حماة
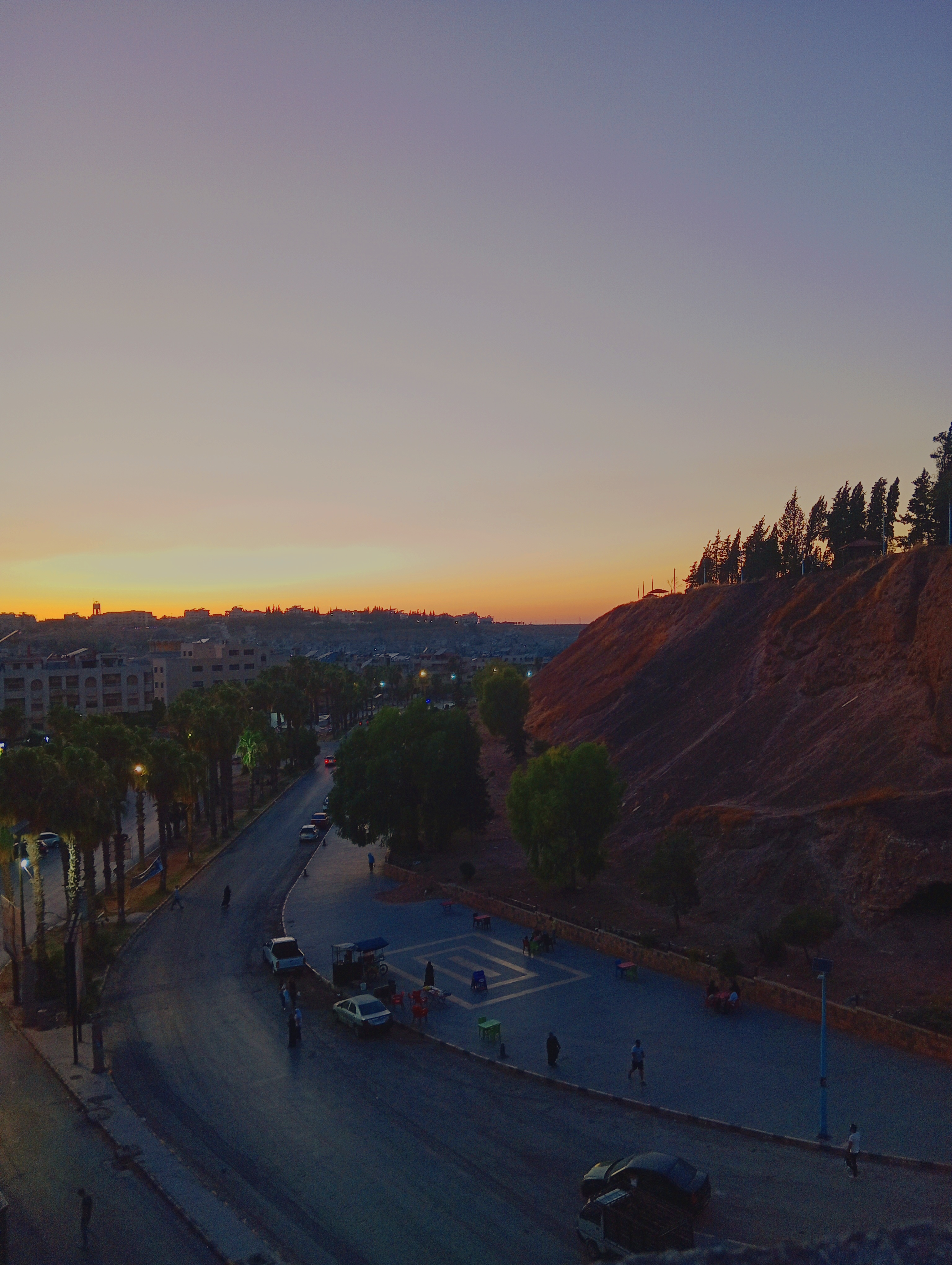
قلعة حماة عند الغروب
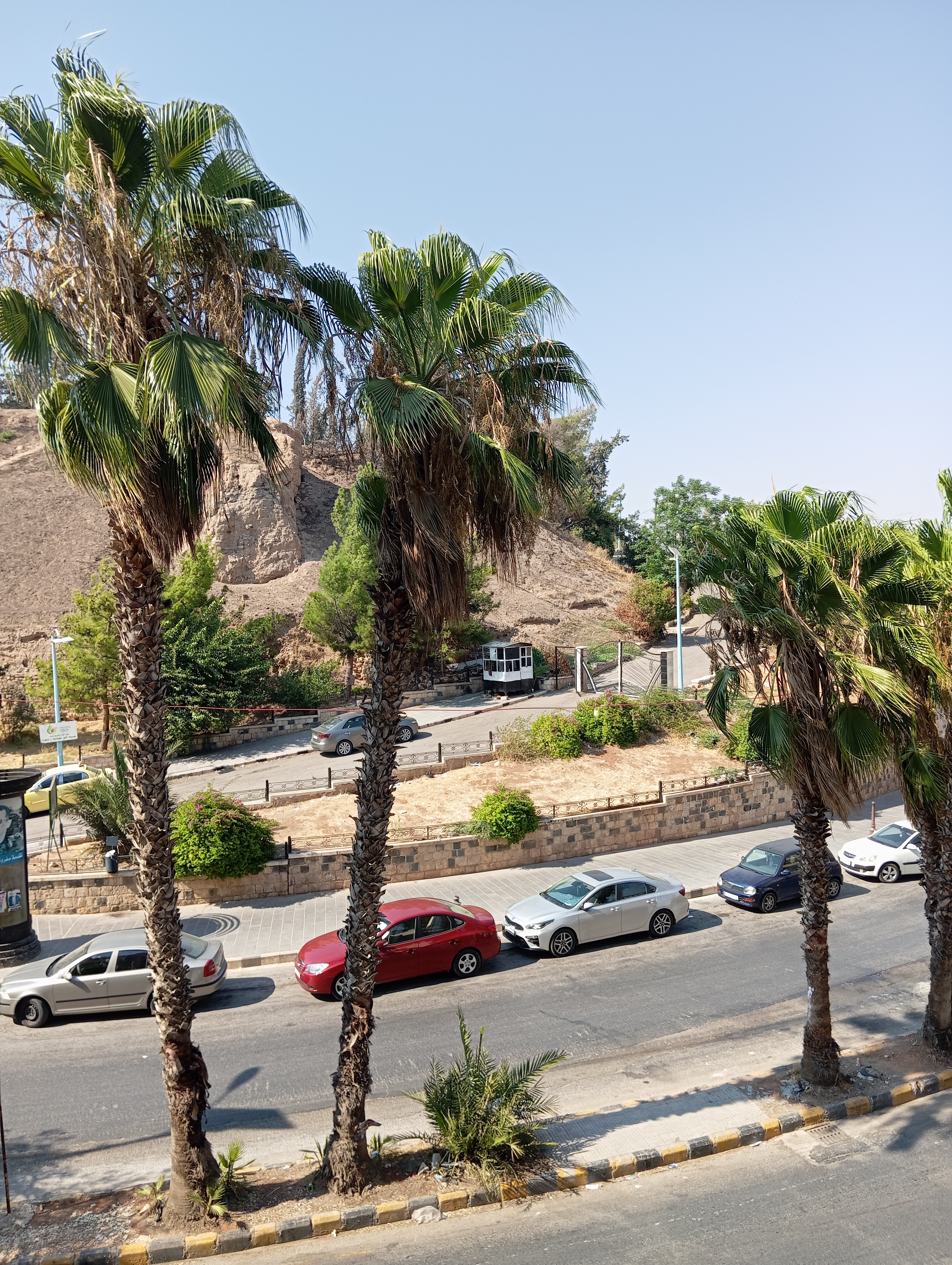
قلعة حماة
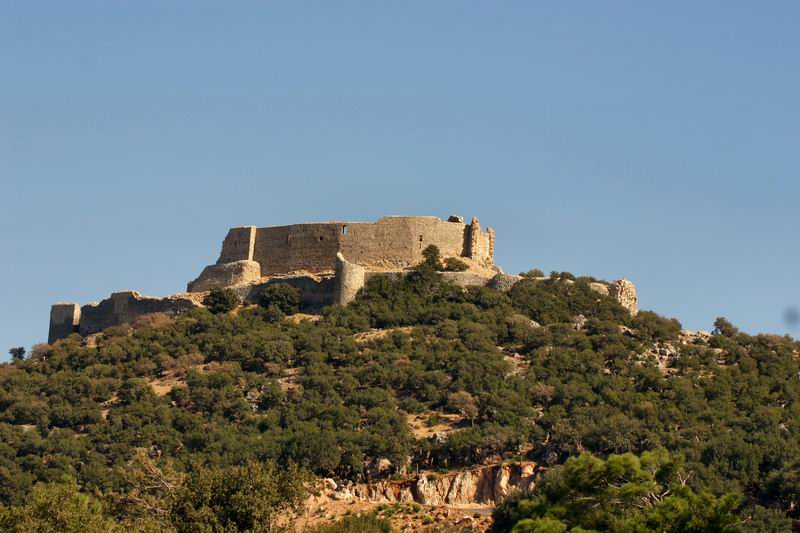
قلعة أبو قبيس
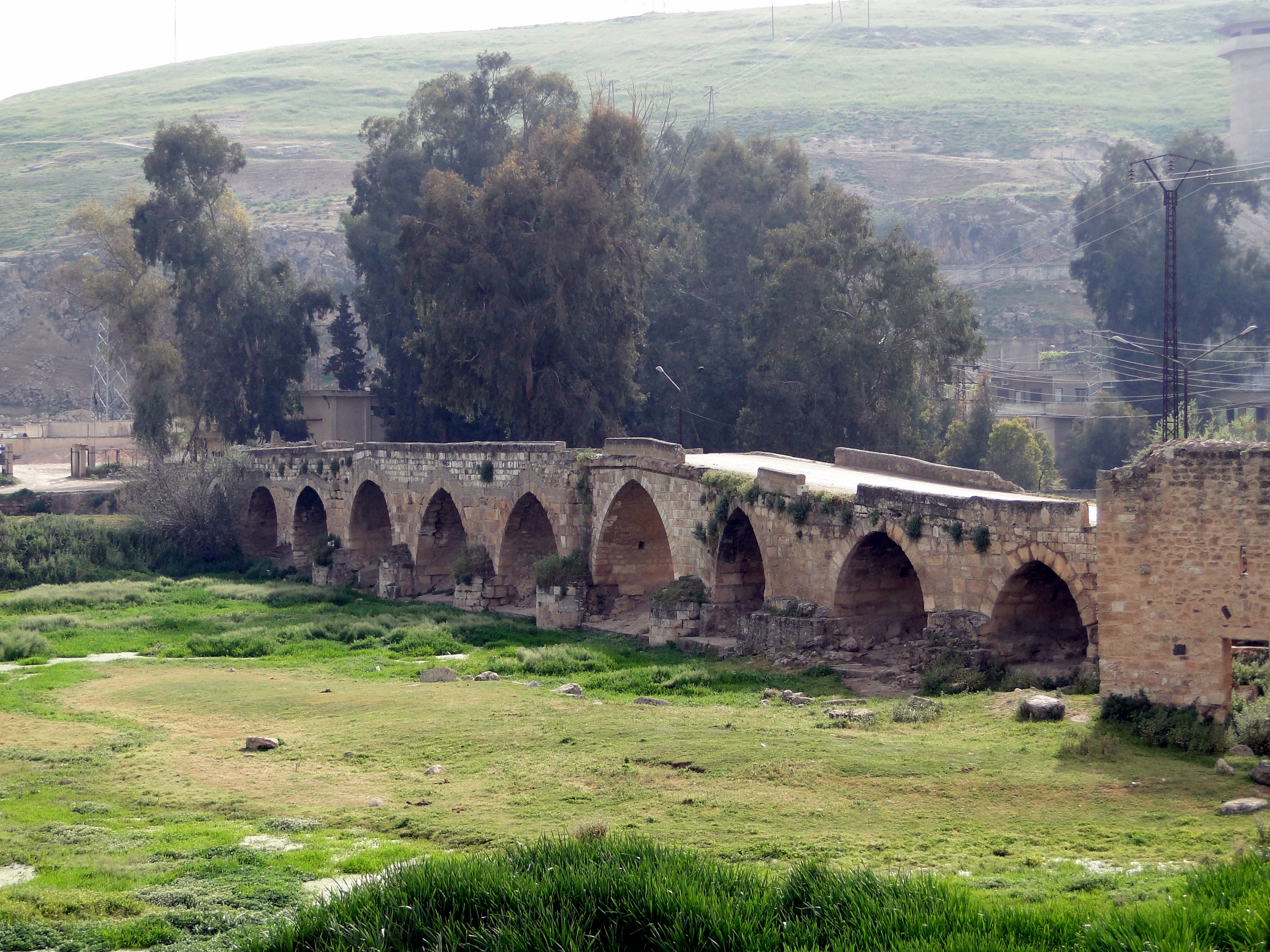
الجسر الروماني في محردة
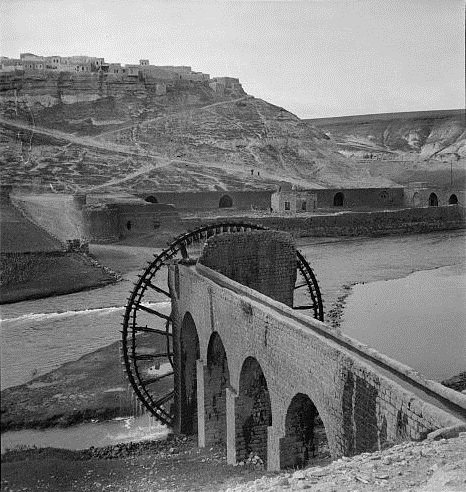
ناعورة في الرستن

## وصلات خارجية
- موقع محافظة حماة
- عين حلاقيم نسخة محفوظة 28 أغسطس 2011 على موقع واي باك مشين.
- ايـــــو